# Abschied (Becher)
Abschied. Einer deutschen Tragödie erster Teil 1900–1914 ist der Titel eines 1940 im Moskauer Verlag Международная книга (Meschdunarodnaja Kniga - Das Internationale Buch) erschienenen Entwicklungsromans von Johannes Robert Becher. In seinem stark autobiographischen Buch schildert Becher die Entwicklung des siebenjährigen Hans Peter Gastl von der Jahrhundertwende 1899/1900 bis zum Ausbruch des  Ersten Weltkrieges.

## Stil und Leitmotiv
Es handelt sich bei diesem Buch um den bekanntesten epischen Versuch Bechers, der ab 1935 im sowjetischen Exil verfasst wurde. Das zentrale Motiv des Romans ist das „Anderswerden“, das mit der Befreiung des Menschen aus den Zwängen der wilhelminisch-bürgerlichen Gesellschaft verbunden ist. Dabei äußert sich die Hoffnung, dass diese Zwänge in einer sozialistisch geprägten Gesellschaft nicht auftreten. 
Der in Erzählform geschriebene Roman enthält auch poetische Einschübe mit teilweise expressionistischen Zügen. Zudem sind die 50 Kapitel des Buches immer wieder mit verwirrenden, surrealistischen (Tag-)Träumen des Ich-Erzählers versehen.

## Handlung
Die Romanerzählung setzt mit der Silvesternacht 1899/1900 ein. Der Ich-Erzähler Hans Peter Gastl, einziger Sohn des Münchner Oberstaatsanwalts Heinrich Gastl und seiner Frau Betty, schwört sich mit Beginn des neuen Jahrhunderts „anders“ zu werden. Aber bereits die nächsten Tage in der kaisertreuen, ordnungsliebenden, vom Vater dominierten Familie bringen die guten Vorsätze ins Wanken. Als Hans 10 Mark von seiner Großmutter stiehlt und mit seinem Schulfreund Franzl Hartinger der Schule fernbleibt, wird Franzl als Einziger bestraft. Auch der Diebstahl wird auf den schlechten Einfluss Hartingers zurückgeführt, zudem wird dieser als Sohn eines Arbeiters und Sozialdemokraten als nicht standesgemäß abgelehnt. Mit den neuen, standesgemäßen Freunden Feck und Freyschlag misshandelt Hans seinen Exfreund Hartinger. Als die Beziehung zu Hartinger zur Erklärung des Verhältnisses von Hans zu einer ermordeten Dirne dienen soll, bleibt er bei der Wahrheit und widersetzt sich somit erstmals den väterlichen Einflüssen.
Nunmehr erkennt Hans, dass er den öfters vor sich selbst geäußerten Wunsch „anders“ zu werden allein nicht verwirklichen kann. Daher wendet er sich an den jüdischen Klassenkameraden Löwenstein, welcher ihn mit den Begriffen Klassenkampf, Sozialismus und Internationale konfrontiert.
Als Hans vom Attentat in Sarajevo erfährt, hofft er, dass nun endlich die neue Zeit anbricht. Jedoch fordert sein Vater, dass er sich als Kriegsfreiwilliger meldet. Darüber kommt es zum Streit zwischen Vater und Sohn, in dem es Hans gelingt seine Position zu behaupten. Er gipfelt, indem Hans aus der elterlichen Wohnung auszieht.
Im letzten Kapitel zieht Hans ein appellatives Fazit: „Wenn so einer wie ich ... Dann braucht ihr, ihr alle den Mut nicht zu verlieren ...“ 

## Sonstiges
Ein zweiter Teil des Werks erschien nicht direkt, denn Becher sah die Kapitel Vom Aufstand im Menschen in seinem Werk Auf andere Art so große Hoffnung. Tagebuch 1950 als Fortsetzung. Weitere Entwürfe mit dem Titel Wiederanders blieben nur Fragmente.

## Verfilmung
Im Jahr 1968 wurde der Roman vom Regisseur Egon Günther unter dem Titel Abschied verfilmt. Das Drehbuch schrieb Günther zusammen mit Günter Kunert.

## Textausgabe
- Johannes R. Becher: Abschied, Aufbau Taschenbuch Verlag, Berlin 1995, ISBN 3-746-61079-6